# Phylloscelis pallescens
Phylloscelis pallescens är en insektsart som beskrevs av Ernst Friedrich Germar 1839. Phylloscelis pallescens ingår i släktet Phylloscelis och familjen Dictyopharidae. Inga underarter finns listade i Catalogue of Life.